# Tremblay-en-France
Tremblay-en-France ist eine französische Stadt mit 38.210 Einwohnern (Stand 1. Januar 2022) im Département Seine-Saint-Denis in der Region Île-de-France. Die Bewohner nennen sich Tremblaysiens.

## Geografie
Tremblay-en-France ist die nördlichste Gemeinde des Départements Seine-Saint-Denis. Sie liegt 20 Kilometer von Paris entfernt. Das Gemeindegebiet erstreckt sich über 2244 Hektar und wird von den Départements Val-d’Oise im Nordwesten und Seine-et-Marne im Osten begrenzt. 70 Hektar des Gemeindegebiets sind bewaldet. Die Stadt wird vom Ourcq, einem Nebenfluss der Seine passiert.

## Geschichte
Der lateinische Name war Tremuletum.
1793 erhielt Tremblay-en-France als Le Tremblay im Zuge der Französischen Revolution (1789–1799) den Status einer Gemeinde und 1801 als Tremblay das Recht auf kommunale Selbstverwaltung. 1887 wurde Tremblay in Tremblay-lès-Gonesse umbenannt. Seit 1989 heißt die Gemeinde Tremblay-en-France. Diese Entscheidung wurde nach einer Bürgerbefragung gefällt. En-France bedeutet dabei keineswegs ‚in Frankreich‘, sondern bezieht sich auf das Gebiet, in dem sich die Stadt befindet. Diese Gegend im Norden der Île-de-France wird Pays de France oder Plaine de France genannt.
| Jahr      | 1793 | 1806 | 1891 | 1921 | 1926  | 1931  | 1936  | 1946  | 1954  | 1962   | 1975   | 1990   | 2006   | 2019   |
| --------- | ---- | ---- | ---- | ---- | ----- | ----- | ----- | ----- | ----- | ------ | ------ | ------ | ------ | ------ |
| Einwohner | 824  | 927  | 720  | 842  | 2.095 | 4.385 | 6.181 | 5.810 | 9.510 | 13.788 | 26.846 | 31.385 | 35.300 | 36.461 |

Am wenigsten Einwohner hatte Tremblay-en-France 1881 und 1891 (720), seit Beginn des 20. Jahrhunderts steigt die Einwohnerzahl.

## Städtepartnerschaften
Tremblay-en-France unterhält Städtepartnerschaften mit Marsciano in Italien und Loropéni in Burkina Faso.

## Sehenswürdigkeiten
Es gibt zwei denkmalgeschützte Bauwerke in Tremblay-en-France, die Kirche Saint-Médard und eine Zehntscheune. Die Kirche ist dem heiligen Medardus geweiht und wurde im 15. Jahrhundert erbaut.

## Sport
Tremblay-en-France Handball ist der örtliche Handballverein.

## Persönlichkeiten
- Jonathan Joseph-Augustin (* 1981), Fußballspieler
- Christophe Riblon (* 1981), Radrennfahrer
- Guillaume Khous (* 1992), Fußballspieler
- Maghnes Akliouche (* 2002), französisch-algerischer Fußballspieler